# Vic Wilson
Victor Arthur Wilson, detto Vic (Drypool, 14 aprile 1931 – Gerrards Cross, 14 gennaio 2001), è stato un pilota automobilistico britannico.

## Risultati in F1
| 1960 | Scuderia       | Vettura    |  |  |  |  |  |  |  |  |     |  |  | Punti | Pos. |
| ---- | -------------- | ---------- |  |  |  |  |  |  |  |  | --- |  |  | ----- | ---- |
| 1960 | Equipe Prideux | Cooper T43 |  |  |  |  |  |  |  |  | Rit |  |  | 0     |      |

| 1966 | Scuderia     | Vettura  |  |    |  |  |  |  |  |  |  |  |  | Punti | Pos. |
| ---- | ------------ | -------- |  | -- |  |  |  |  |  |  |  |  |  | ----- | ---- |
| 1966 | Team Chamaco | BRM P261 |  | NP |  |  |  |  |  |  |  |  |  | 0     |      |

| Legenda | 1º posto     | 2º posto | 3º posto    | A punti         | Senza punti/Non class.  | Grassetto – Pole position Corsivo – Giro più veloce |
| Legenda | Squalificato | Ritirato | Non partito | Non qualificato | Solo prove/Terzo pilota | Grassetto – Pole position Corsivo – Giro più veloce |